# Área Metropolitana de Neuquén
El Área Metropolitana de Neuquén es una conurbación argentina que comprende los municipios de Neuquén, Cipolletti, Plottier, Centenario, Senillosa, Cinco Saltos, Fernandez Oro y Vista Alegre que se extiende por las provincias de Neuquén y Río Negro. Según el último censo en 2022 su población llegó a los 552.014 habitantes, convirtiéndose en el primer conglomerado patagónico en ingresar a los diez más poblados del país.  El asentamiento se encuentra situado en la confluencias de los ríos Limay y Neuquén, que luego forman el río Negro, zona que es conocida como la capital del Comahue. Es el núcleo urbano más poblado de la Patagonia argentina.

## Ciudades aglomeradas
El aglomerado urbano según lo define INDEC comprende a las ciudades de Neuquén, Cipolletti y Plottier, y evita el uso del término Gran Neuquén como los evita en todos los aglomerados bi-provinciales. Resultado de los datos definitivos del Censo 2022 el aglomerado contaba con 448.231 habitantes . 
Según el censo 2010, el aglomerado contaba con 352.723 habitantes, lo que representa un incremento del 21,19% frente a los 291,041 habitantes (Indec, 2001) del censo anterior.

## Geografía
El Área Metropolitana de Neuquén se asienta en el valle de los ríos Neuquén y Limay, comúnmente denominado el Alto Valle. La zona este de Neuquén y Centenario limita con el Río Neuquén, y al oeste limitan las ciudades de Cipolletti y Cinco Saltos; La zona sur de Neuquén, Plottier y Senillosa limita con el Río Limay, y al sur limita Las Perlas.
El explosivo crecimiento poblacional de las ciudades que lo integran en las últimas décadas llevó al INDEC a considerar a la conurbación como tal a partir del censo de 1980, aunque su crecimiento demográfico se vio reducido a niveles casi normales en la década de 1990; según el censo de 2010 era la 14º conurbación de la Argentina, tras haber superado a Bahía Blanca en el transcurso de la década de 1990. La mayoría de los habitantes son empleados públicos o trabajan en los sectores servicios y transformación y empaque de productos frutihortícolas, importantísima fuente de ingresos en la región.
En Argentina es posible que se posicione como la 4° conurbación más poblada que se extiende por distintas jurisdicciones de primer orden o "estados autogobernados" (que son los 23 estados llamados "provincias" y la Ciudad Autónoma de Buenos Aires), superada por la megalópolis formada por AMBA sumado al área metropolitana de La Plata que se extiende por una parte de la Provincia de Buenos Aires. Y si se tiene en cuenta el área metropolitana de Santa Fe en conjunto con el área metropolitana de Paraná como una región metropolitana bi-central y discontinua. En tercer lugar estaría si se tiene en cuenta a la Región metropolitana conformada por Resistencia - Corrientes.
Es el centro de influencia de un área mucho mayor, conocida como el Alto Valle, que se extiende a lo largo del río Negro hasta unos 100 km al este en los departamentos de General Roca y El Cuy, y unos 50 km aguas arriba de los ríos Neuquén, en los departamentos de Confluencia y General Roca; y Limay, en el departamento de Confluencia; conformando un área metropolitana donde se alternan ciudades y pueblos con zonas rurales de alta densidad de población y agricultura de regadío intensiva.
El conurbano tras el censo de 2022 se reconfiguró con nuevas localidades aglomeradas como es el caso de Centenario, Vista Alegre Sur y Fernández Oro. Otras localidades como Vista Alegre Norte, Cinco Saltos y Senillosa aún no han sido aglomeradas pero sí forman parte del proceso de metropolización de Neuquén Capital-Cipolletti. De este modo, Senillosa, Cinco Saltos y Vista Alegre Norte  tendrían solo unión política y no basada en al demografía aportada por el INDEC. La denominación también fue trastocada a Gran Neuquén - Cipolletti.Estos datos la posicionaron como la décima mayor aglomeración argentina por primera vez y redefinieron su densidad y área urbana abarcada.

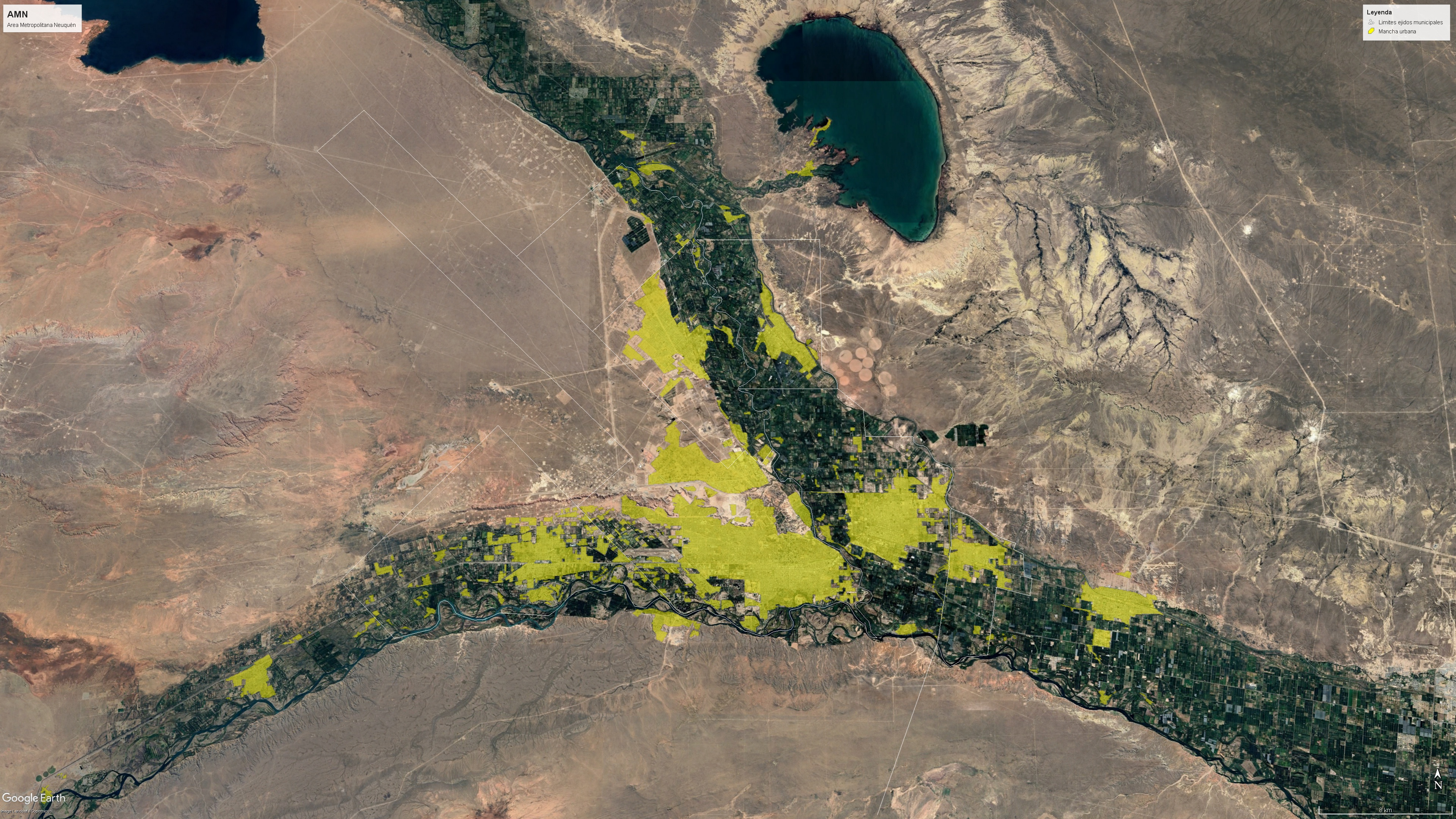
Mancha urbana del Area metropolitana Neuquén Capital con los limites de ejidos municipales involucrados. Basado en imagen satelital Airbus-2025.

| Neuquén                                               | Principal centro concentrador | Confluencia  | Neuquén   | 289.022 | 231.780 | 201.868 | 167.296 | 90.089  |
| Cipolletti                                            | Expansión de Neuquén          | General Roca | Río Negro | 105.044 | 87.343  | 66.299  | 60.224  | 40.268  |
| Plottier                                              | Expansión de Neuquén          | Confluencia  | Neuquén   | 54.165  | 33.600  | 22.874  | 16.283  | 8.013   |
| Centenario                                            | Expansión de Neuquén          | Confluencia  | Neuquén   | 47.798  | 34.421  | n/d     | n/d     | n/d     |
| Vista Alegre (sur)                                    | Expansión de Centenario       | Confluencia  | Neuquén   | 1.694   | 3.178   |         |         |         |
| General Fernández Oro                                 | Expansión de Cipoletti        | General Roca | Río Negro | 15.849  | 6.772   |         |         |         |
| Cinco Saltos                                          | Político                      | General Roca | Río Negro | 27.283  | 24 138  |         |         |         |
| Senillosa                                             | Político                      | Confluencia  | Río Negro | 11.159  | 8.130   |         |         |         |
| Total                                                 |                               |              |           | 552.014 | 429.362 | 291.041 | 243.803 | 138.370 |
| Población del aglomerado urbano recocido por el INDEC |                               |              |           | 500.336 |         |         |         |         |

## Economía
- Agricultura: Es el principal motor económico de la zona, que destaca mundialmente por la producción de Manzanas y Peras en las chacras de Cipolletti, Centenario y Cinco Saltos; y la producción de Olivas, Frutos Rojos y Frutos Secos en Plottier y Senillosa.

Mapa con el área urbana y las localidades de Neuquén - Plottier - Cipolletti (Provincia de Neuquén y Provincia de Río Negro, Argentina) en el 2001 y el 2010.

- Mapa con el área urbana y las localidades de Neuquén - Plottier - Cipolletti (Provincia de Neuquén y Provincia de Río Negro, Argentina) en el  2001 y el 2010.Bebidas: En la ciudad de Cipolletti se producen sidras, jugos envasados, e inclusive bebidas gaseosas, cuya producción se frenó en 2018 con la quiebra de la Embotelladora Comahue (fabricante de las gaseosas Interlagos).[23] También, se producen aquí vino, en pequeñas cantidades al año, por pequeñas bodegas.
- Industria: Se destaca principalmente el petróleo, que se extrae a pocos kilómetros de Neuquén, y que fue el promotor del crecimiento económico de la región en los últimos años. Además, en los parques industriales de Neuquén, Cipolletti y Centenario se encuentran asentadas numerosas empresas petroleras, de logística, cerámicas, fábricas, entre otras.
- Sector Administrativo: Aquí es Neuquén el centro administrativo más importante, ya que se encuentran asentados los centros administrativos provinciales, e inclusive dependencias nacionales. También Cipolletti es el más importante en Río Negro, ya que al ser una de las principales ciudades de la provincia, concentra varias dependencias provinciales, siendo la Ciudad Judicial la más importante.
- Comercio: Las principales zonas comerciales se encuentran en Neuquén y Cipolletti, aunque es Neuquén la ciudad que concentra mayormente el comercio, ya que allí se asientan 4 centros comerciales, varias galerías en el centro y numerosos supermercados.
- Turismo: En Neuquén se dispone de diversos senderos en las bardas y en la costa del Río Limay, en Cipolletti se encuentran algunos museos de la historia en la región, y en Plottier se encuentra el único parque acuático de la Patagonia. Pocos kilómetros al oeste de Senillosa se encuentra el Valle de los Dinosaurios, donde se ubica el popular pueblo Villa El Chocón.

Un reciente estudio del programa Desarrollo de Áreas Metropolitanas del Interior (DAMI) advierte la consecuencia de la expansión del conurbano en detrimento de la pérdida de suelo productivo y de la identidad valletana de la Región Metropolitana Confluencia (RMC).

## Educación
Todas las ciudades poseen centros de educación pública inicial, primaria, secundaria, especial, y técnica o industrial. Cipolletti y Neuquén contienen la mayoría de los colegios privados, destacándose entre ellos el Colegio Confluencia (Neuquén) y el Sunrise School (Cipolletti).
En Neuquén y Cipolletti se asientan los principales institutos terciarios y universidades, que atraen a estudiantes de la región  y de ambas provincias.
- Universidad Nacional del Comahue, en Neuquén, Cipolletti y Cinco Saltos
- Universidad Siglo 21, en Neuquén
- Universidad Nacional de Río Negro, en Cipolletti
- Universidad de Flores, en Neuquén y Cipolletti
- Instituto Universitario River Plate en Centenario

También hay dependencias de otras universidades:
- Universidad Tecnológica Nacional, en Neuquén
- Universidad de Mendoza, en Cipolletti

## Salud
El aglomerado tiene los principales hospitales y clínicas en Neuquén y Cipolletti, además de diversos centros de salud públicos y privados, que abastecen al resto de ciudades del aglomerado y de la región. Entre ellos están: Hospitales Provinciales "Castro Rendón", "Bouquet Roldán", "Horacio Heller", "Pedro Moguilliansky"; y clínicas San Agustín, Policlínico ADOS, Leben Salud, Sanatorio Río Ngero, Policlínico Modelo de Cipolletti, entre otros.

## Cultura
En la zona se celebran dos grandes fiestas anuales, que reúnen a gente del área metropolitana y del resto de la región: La Fiesta de la Confluencia (Neuquén) y la Fiesta Nacional de la Actividad Física (Cipolletti). En ambos casos se trata de festejos que convocan a talentos musicales nacionales e internacionales en vivo. La particularidad de la fiesta cipoleña es que el principal atractivo de la fiesta es una corrida por la ciudad.

## Deportes
Cada ciudad tiene sus clubes, aunque los más grandes se encuentran en Neuquén y Cipolletti. Se pueden encontrar numerosos clubes de Fútbol, clubes de Tenis, Volley, Rugby, Hockey y Golf.
- Neuquén: Club Atlético Independiente de Neuquén, Gigantes de Sur, Neuquén Rugby Club, Club Atlético Maronese, Club Atlético Pacífico, entre otros.
- Cipolletti: Club Cipolletti, Marabunta Rugby Club, Club San Martín, Club San Pablo, Asociación Deportiva La Amistad, Academia Pillmatún, entre otros.
- Centenario: Asociación Deportiva Centenario, Los Patos Rugby Club, San Jorge Hockey Club, entre otros.
- Plottier: Club Social y Deportivo de Plottier, Club Porvenir, entre otros.

Además, Neuquén, Cipolletti y Centenario cuentan con los estadios más grandes, que son el Estadio Ruca Che, el Estadio La Visera de Cemento y el Gigante del Barrio Sarmiento.

## Transporte
Las 3 ciudades están conectadas por la Autovía Norte (Autopista fe la ruta Nacional N.º 22), siendo esta el principal hilo conductor entre las mismas, ya que concentra el mayor flujo de vehículos que transitan de una ciudad a otra. La multitrocha "General Enrique Mosconi" (Ex RN22) conecta (al sur) las tres ciudades, pasando por el centro de Neuquén y Plottier. Esta carretera concentra el tráfico de los servicios de transporte público, aunque debido a su excesiva cantidad de semáforos, los automovilistas eligen la anterior. El intendente Mariano Gaido (Neuquén) presentó un proyecto para convertir a dicha multitrocha en una avenida urbana; y en 2018, el entonces intendente de Neuquén (Horacio Pechi Quiroga) presentó un proyecto de un cuarto puente entre Cipolletti y Neuquén.
Por el centro de las ciudades de Neuquén, Plottier y Cipolletti, pasan las líneas del ferrocarril Roca, que actualmente transporta mercancías con una frecuencia relativamente baja, y un tren de pasajeros denominado "Tren del Valle", inaugurado en 2015 anteriormente a las elecciones presidenciales. Desde marzo de 2021 este servicio se extendió hasta la ciudad de Plottier, conectando así a las tres ciudades del Área Metropolitana de Neuquén.
Las tres ciudades cuentan con estaciones terminales de ómnibus pero, en general, el transporte de larga distancia sólo para en las estaciones de Cipolletti o en la de Neuquén (ETON). Para las comunicaciones entre sí hay muchas líneas interurbanas de colectivos y el Aeropuerto Internacional Presidente Perón, en la capital neuquina, que recibe vuelos desde diversos puntos del país, incluyendo frecuencias diarias a Buenos Aires.

## Infraestructura

### Vial
- Autovía General Enrique Mosconi: Es una multitrocha de dos carriles por sentido de circulación, que vincula Neuquén, Cipolletti y Plottier ; Inicia en la Rotonda de Cipolletti (Rutas 22 y 151) y termina en el viaducto de China Muerta - Plottier (ruta 22). Este es el principal acceso al Aeropuerto desde ambos extremos, aunque tiene la particularidad de tener unos 48 semáforos en todo su trayecto, lo que provoca cuellos de botella en el puente carretero Cipolletti-Neuquén.
- Autovía Norte: Esta autovía inicia en la Rotonda Norte de Cipolletti, cruzando el Río Neuquén por el tercer Puente. Continúa por las bardas de Neuquén, cruzando la Ruta Provincial 7, y llega hasta la rotonda de Capex, en donde baja por las chacras de Plottier hasta la autovía antes mencionada.
- Ruta Nacional 22: Es la principal ruta de la zona, que ingresa por Cipolletti al este y conecta con el tercer Puente, pasando por la Autovía Norte. Luego continúa hacia el oeste, pasando por Senillosa. Permite vincular el área con Bahia Blanca (al este) y Zapala (al oeste)
- Ruta Provincial 7: Esta ruta comienza en la Rotonda Della Valentina en Neuquén, y continúa por la Avenida Doctor Raúl Ricardo Alfonsín, que es una pequeña autopista que llega hasta el viaducto de la Ruta Nacional 22. A partir de allí, continúa como Autovía Neuquén-Centenario, y llega hasta la rotonda del Cruce Interprovincial Centenario-Cinco Saltos. La ruta continúa hacia el norte, llegando a Vista Alegre, San Patricio del Chañar y Añelo.
- Ruta Nacional 151: Esta ruta inicia en la Rotonda de Cipolletti, y parte hacia el norte, conectando con Cinco Saltos. A partir de la última rotonda de esta ciudad, la ruta continúa hacia Barda del Medio y Catriel.

### Aeroportuaria
El Aeropuerto Internacional Presidente Perón es el principal aeropuerto del área y de la región. Se encuentra ubicado al oeste de la ciudad de Neuquén, en el límite con Plottier. Este aeropuerto ofrece vuelos comerciales a Buenos Aires, Córdoba, Comodoro Rivadavia, Mendoza, Salta, e inclusive vuelos chárter hacia el interior de la Provincia de Neuquén. También ofrece transporte aéreo de cargas, el cual permite exportar frutos del valle al resto del mundo.
Tanto Cipolletti como Cinco Saltos solían tener aeroclubes, los cuales quedaron en desuso desde hace algunos años.

### Ferroviaria
La zona está conectada por medio del Ferrocarril General Roca, cuyas vías atraviesan las ciudades de Cipolletti, Neuquén, Plottier y Senillosa, teniendo estaciones en dichas ciudades y playas de maniobras en Cipolletti y Neuquén. Además, este ferrocarril incluye un ramal que parte desde Cipolletti hacia el norte, conectando con Cinco Saltos, hasta Barda del Medio.

### Energética
El aglomerado es abastecido de energía eléctrica, en su mayoría, por las Centrales Termoeléctricas "Alto Valle" y "Agua del Cajón" o Capex. También se abastece a la zona con las Centrales Hidroeléctricas Arroyito, El Chocón, y Cipolletti.

### Proyectos
En los últimos años se presentaron diversos proyectos de desarrollo para la región. Muchos de ellos quedaron en el olvido, y otros son debatidos en la actualidad. Entre ellos se destacan:
- Autopista RN22: Desde el 2003 se habla de la construcción de una autovía sobre la Ruta Nacional 22. Dicho proyecto fue reemplazado por una autopista, ya que hoy la región presenta un aumento de población muy grande, y requiere un sistema de caminos acordes. Por este motivo, desde el año 2016 se viene tratando el proyecto, que incluyó la construcción del tercer puente, inaugurado en 2017, creando una circunvalación para las ciudades de Cipolletti, Neuquén y Plottier. Originalmente, el proyecto consistía en una autopista varios kilómetros al norte de la traza antigua, evitando el valle. Dicho proyecto fue cambiado debido a un interés por parte de los intendentes regionales de mantener la actual traza, por lo que la obra se está concretando en la antigua traza.
- Nuevo Aeropuerto Internacional: Hace algunos años se presentó un proyecto para construir un nuevo aeropuerto en la zona norte de Neuquén, que quedaría vinculado directamente con la Autovía Norte, facilitando el acceso desde las otras ciudades. Este aeropuerto se ubicaría en la zona de bardas, lo cual permitiría que no se suspendan o atrasen vuelos por la niebla (caso que afecta al actual aeropuerto, que se encuentra en una zona baja y húmeda); además de que duplicaría su tamaño en pista y terminal, sin afectar a residentes cercanos (el actual aeropuerto se encuentra rodeado de loteos por causa de la expansión urbana). A lo largo del tiempo se fue olvidando el proyecto, y hoy solamente se realizaron pequeñas ampliaciones en el actual aeropuerto.
- Elevación de la Autovía Enrique Mosconi: Este fue un proyecto presentado en 2013 por el intendente Horacio Quiroga (Neuquén), y contemplaba la elevación de la actual multitrocha que atraviesa Neuquén y Plottier, eliminando más de 30 cruces a nivel (sin contar cruces peatonales, que están semaforizados). El proyecto presentaba una solución al problema de inundaciónes que causa la elevación de la multitrocha actual, y al exceso de semáforos.  Tuvo buen recibimiento por parte del gobierno nacional, pero por desentendimientos con la provincia, y por tratarse de una vía nacional, el proyecto no se pudo concretar.
- 4.º Puente: En el año 2018, los intendentes Horacio Quiroga y Aníbal Tortoriello (Neuquén y Cipolletti) presentaron un proyecto para construir un 4.º puente sobre el Río Neuquén, a fin de descongestionar el Puente Viejo (sin tener que ir hacia el tercer puente). Dicho puente iniciaría desde la Av. Mariano Moreno (Cipolletti) hasta Neuquén, en donde no se definió su final; y contemplaba un puente de dos carriles por sentido, y un metrobús entre ambas ciudades. El proyecto logró conseguir financiación del BID, pero con los cambios de gobierno, el proyecto quedó abandonado.
- Tren de Vaca Muerta: En 2017, el gobierno nacional presentó un proyecto con sus pares provinciales para reformar y extender las vías del Ferrocarril General Roca hacia Añelo, a fin de poder mejorar el transporte de cargas entre la zona petrolera y el Puerto de Bahía Blanca; logrando descongestionar las rutas del petróleo, que siempre se colapsan con camiones. El proyecto tuvo visto bueno por parte de inversores rusos, pero muchos estaban en contra del mismo porque no se explicó si el ferrocarril tendría nuevas vías a Bahia Blanca fuera del valle, o si pasaría por las antiguas vías, lo cual implicaría un caos en el tránsito local.
- Ruta Provincial 67: Esta ruta se definió en el año 2017 como una variante a la Ruta Provincial 7, por donde se desvía el tránsito pesado sin pasar por Centenario o Vista Alegre, vinculando directamente la RN22 con el Corredor Petrolero (Ruta Provincial 51). Se planea pavimentar esta ruta en su totalidad, a fin de descongestionar la Ruta 7.
- Avenida Vaca Muerta: Este proyecto se presentó en el año 2019, a pocos días de la asunción de Mariano Gaido como intendente de Neuquén. El mismo contempla la puesta a nivel de la Autovía Enrique Mosconi y la eliminación de las colectoras. Este proyecto busca evitar la inundación del bajo neuquino, pero no contempla la descongestión del tráfico por los semáforos. Actualmente la provincia está realizando trabajos de repavimentación de la calzada, y finalizadas las obras se avanzará con este proyecto.